# 柴崎岳
柴崎 岳（しばさき がく、1992年5月28日 - ）は、青森県上北郡野辺地町出身のプロサッカー選手。Jリーグ・鹿島アントラーズ所属。ポジションはミッドフィールダー（MF）。元日本代表。
妻は女優の真野恵里菜。

## 来歴

### プロ入り前
地元の野辺地SSSへ参加し、サッカーを始める。
小学校6年の時に黒田剛監督からの熱烈なアプローチを受け、青森山田中学校に入学。そのまま青森山田高等学校に進学すると高校1年生にしてチームの司令塔として背番号10を背負う。2009年、2年生の時には1学年先輩である椎名伸志とボランチを組み、櫛引政敏らと共に第88回全国高等学校サッカー選手権大会で準優勝の成績を収めた。大会後、高校2年生の時点で鹿島アントラーズと仮契約し、2011年1月19日に正式契約を交わした。

### 鹿島アントラーズ
2011年4月29日、J1第8節アビスパ福岡戦で後半40分からJリーグ初出場を果たした。10月9日、ナビスコカップ準決勝の名古屋グランパス戦で公式戦初得点を挙げ、決勝までの3試合全てで延長120分をスタメンフル出場した。
2012年11月3日、ナビスコカップ決勝の清水エスパルス戦で2得点を挙げる活躍を見せ、鹿島のナビスコカップ連覇に貢献し、最優秀選手賞を受賞。12月にはJリーグアウォーズにてベストヤングプレーヤー賞を受賞した。
2014年、チームメイトの遠藤康とともに、常陽銀行の9代目イメージキャラクターに就任。9月16日には、8月のJ1月間MVPを受賞。12月9日のJリーグアウォーズで、Jリーグベストイレブンを初受賞した。
2015年、第94回全国高校サッカー選手権の大会応援リーダーに就任した。
2016年、本山雅志のギラヴァンツ北九州への移籍により、日本人2人目となる背番号10を背負うことになった。2ndステージになると本職のボランチだけでなく、左右のサイドハーフとしてレギュラーに定着した。12月18日、クラブワールドカップの決勝ではヨーロッパ王者のレアル・マドリードと対戦し、レアルマドリード相手に2得点をあげるも逆転負けをしてAFC所属クラブ初のクラブワールドカップ準優勝に終わった。

### テネリフェ
クラブワールドカップの活躍もあり、2016年シーズン終了後から海外移籍のニュースが増え、年明けにはスペイン1部リーグのUDラス・パルマスへの移籍が噂された。入団会見を行うために準備し、パルマスへの移籍は決定したかと思われたが、1月30日に移籍は消滅し、鹿島と契約更新すると報じられた。しかし翌31日に、自身初の海外挑戦となるスペイン2部リーグのCDテネリフェへの移籍がテネリフェの公式HPに正式に発表された。移籍後、慣れない環境への順応に苦しんだが、地元の日本食レストランなどで英気を養い、2月23日から施設での練習を再開。3月1日から全体練習に合流した。3月18日、第30節のレウス・デポルティウ戦で途中出場からスペインデビューを果たした。4月3日に行われた第32節のレアル・オビエド戦で移籍後初先発を果たした。誕生日である5月28日に行われた第40節のADアルコルコン戦で移籍後初得点となるバースデーゴールを挙げた。6月18日、昇格プレーオフ準決勝のカディスCF戦では2ndレグで決勝ゴールを決め、同決勝のヘタフェCF戦では1stレグ・2ndレグともにアシストを記録するが、チームは敗れ1部昇格を逃す。

### ヘタフェ
2017年7月17日、テネリフェにプレーオフで勝利しプリメーラ昇格を果たしたヘタフェCFへの完全移籍が発表された。背番号は鹿島時代と同じ「10」。8月20日、開幕戦のアスレティック・ビルバオ戦でスタメンからスペイン1部デビューを果たし、9月16日第4節のFCバルセロナ戦で初ゴールを決めた。このゴールは、リーグ戦とCLで無失点を続けていたバルセロナのGKマルク＝アンドレ・テア・シュテーゲンの無失点記録を破るゴールでもあった。ちなみに柴崎の前にテア・シュテーゲンから得点を挙げていたのは16-17シーズン最終節に決めたSDエイバルの乾貴士であった。柴崎は鹿島時代にクラブW杯でレアル・マドリードからも得点を決めており、ビッグクラブであるレアルとバルセロナの両クラブから得点を奪った初の日本人となった。しかし、この試合で負傷し途中交代。試合後に左足中足骨の骨折と発表され、手術し最大2ヶ月と離脱となってしまった。その影響からか復帰後は出場機会がほとんどなく、その状態のままワールドカップを迎えた。
翌シーズンは完全に監督ホセ・ボルダラスの構想外となり、開幕戦のレアル・マドリード戦で先発フル出場した以外は前半戦はわずか3試合、後半戦ではベンチ入りすらもかなわなくなった。冬の移籍市場ではビジャレアルCFやレアル・サラゴサから興味を示され、デポルティーボ・ラ・コルーニャへの移籍が決まりかけていたが、MFの怪我が多発していたというチーム事情もあり破談に終わった。結局リーグ戦は7試合の出場にとどまった。

### デポルティーボ・ラ・コルーニャ
2019年7月14日、セグンダ・ディビシオン所属のデポルティーボ・ラ・コルーニャと4年契約を締結した。背番号は「22」。8月18日、開幕戦のレアル・オビエド戦でスタメンデビューを果たした。2020年1月10日、第24節のカディスCF戦で移籍後初アシストを記録した。しかし、チームは一時最下位に低迷するなど、柴崎自身も波に乗れず、7月20日にセグンダ・ディビシオンB (3部リーグ)降格が決定した。

### CDレガネス
2020年9月4日、CDレガネスと3年契約を締結したことが発表された。背番号は「8」。10月25日、第8節のレアル・オビエド戦で移籍後初ゴールを決めた。

### 鹿島アントラーズ復帰
2023年9月1日、鹿島アントラーズへの加入について合意したことが発表された。背番号はプロ入り時の「20」。7シーズンぶりの復帰となる。第30節ヴィッセル神戸戦で負傷離脱をする。
2024年、自身のキャリアでは初となるキャプテンに就任する。そのほかにも、背番号10、選手会長など三役を兼務することとなった。シーズン前の宮崎キャンプ5日目となる1月27日の練習試合で負傷し、シーズン開幕こそ出遅れたものの、22試合に出場した。

### 日本代表
2009年11月にU-17日本代表として出場したFIFA U-17ワールドカップでプラチナ世代の背番号10を背負う。
2012年2月24日のキリンチャレンジカップ・アイスランド戦に向け、日本代表（A代表）メンバーに初選出された。
2013年7月15日、東アジアカップに出場する日本代表メンバーに選出され、1年5ヶ月ぶりの代表復帰となった。しかし、直後のJ1第17節・ジュビロ磐田戦で体調不良を訴え、19日に参加辞退が発表された。
2014年8月28日、キリンチャレンジカップの日本代表メンバーに選出された。9月9日、ベネズエラ戦で日本代表デビューを果たし、代表初得点も決めた。
2015年1月に開催されるAFCアジアカップ2015に臨む日本代表のメンバーに選出される。大会を通して先発出場する事はなかったが、準々決勝のUAE戦では後半から途中出場し、本田圭佑とのパス交換から同点弾となるミドルシュートを決める。PK戦においても3人目のキッカーとしてPKを成功させるが、PK戦の末にチームは敗れた。
2017年8月24日、W杯最終予選に向けたメンバーに選出され、約2年ぶりの代表選出となった。
2018年6月、ロシアワールドカップのメンバーに選出された。グループステージ3試合、決勝トーナメント1試合に出場し、決勝トーナメント1回戦のベルギー戦では、原口元気の先制点をアシストした。ロシアW杯の日本代表の中心 としてチームのベスト16に貢献。
2019年3月22日に行われたコロンビア戦で、代表初となるゲームキャプテンを務めたが、試合は0-1で敗れた。5月24日、コパ・アメリカに臨む東京五輪世代中心で構成された日本代表に選出された。大会ではキャプテンを務め、若手中心のメンバーの中、安定したパフォーマンスで司令塔として多くのチャンスを作るも、チームはグループリーグ敗退となった。
2022年のカタールワールドカップの出場をかけたアジア最終予選の第３戦、アウェーのサウジアラビア戦で相手の決勝点に直結するパスミスを犯してしまうなどの不安定なプレーが目立ち、第4戦のホームで開催されたオーストラリア戦からスタメンから外された。しかしその後も代表に選出され続け、それを疑問視する声もあったが、本大会のメンバーにも選出された。大会前最後のテストマッチとなったカナダ戦では、相馬勇紀の得点をアシストするなど活躍し、大会本番でも活躍が期待された。しかし日本代表が戦った4試合において、フィールドプレーヤーとしては、追加招集されたFW町野修斗と柴崎の2人のみが出場機会を得られなかった。

## プレースタイル
ポジションは攻撃的MF、セントラルMF。運動量豊富なゲームメイカー。
攻撃的MFとしてはFWに近いポジションで、クラッシックな10番タイプとしてプレーしており、セントラルMFとしては試合の流れや状況に応じて自らの判断で長短のパスを調整し、遅攻か速攻かを方向付けて攻撃をコントロールするレジスタ（司令塔）タイプ。攻撃的なセンスはすばらしく、周囲と連係して決定的な仕事ができる。
名波浩は「ボランチでありながら2列目もできる、パス精度やゲームの流れを読む力に長けており、キックの質、とりわけインサイドキックはパーフェクト」と評している。
A代表の練習パートナーを務めた安部裕葵も柴崎はパススピードがA代表で一番速く、インサイドキックのボールスピードは別格だと指摘した。
玉際での弱さに課題があり、本田圭佑からアンドレス・イニエスタのプレーを参考にするよう助言を受けたこともある。
光る攻撃センスの反面、守備には強さの欠如があり、日本代表監督を務めたハリルホジッチは「ディフェンスの局面でアグレッシブにボールを奪うところをかなり要求しています」とコメント。代表で出場した試合のほとんどの失点シーンには、その前後に彼の影があって、守備の強度に問題を抱えている。しかしロシアW杯グループステージ第二戦のセネガル戦では、前半こそうまく行かなかったが、後半には屈強な体格と優れた身体能力を誇る同国代表の相手選手に対しセカンドボールの回収やパスカットを何度も成功させ、守備でも存在感を示した。

### 評価
2018 FIFAワールドカップは全試合に先発し、上記のセネガル戦での同点ゴールの起点となったサイドへのロングパス、ベルギー戦で原口元気の先制点のアシストとなるスルーパスなどで日本代表の司令塔として活躍を見せた。そのため国内においてサッカー評論家、一般人へのユーザーアンケート ともMVPとの評価をうけた。
海外メディアにおいてはクラブワールドカップ決勝時の活躍をうけてイギリス紙『ザ・サン』は「日本のアンドレス・イニエスタ」と評し、ロシアW杯での活躍からイタリア紙『ガゼッタ・デロ・スポルト』には「日本のアンドレア・ピルロ」と評されている。

## エピソード
2018年7月16日、同月に女優の真野恵里菜と結婚したことを報告した。
鹿島アントラーズ時代
2016年12月11日に行われた高円宮杯プレミアリーグのFC東京U-18戦前に母校の青森山田高校がスパイク盗難被害に遭ったと知ると、同じく青森山田高出身の櫛引政敏ともにチャンピオンシップまでにスパイクを寄付した。
テネリフェ時代
2部リーグへの移籍という選択に武田修宏は「改めて感じたのは、日本人選手の地位というか、優先順位は低いということ」「だからといって柴崎がスペインで通用しないとは思わない」とコメントした。前園真聖は「24歳という年齢を考えると、今渡欧するのは間違いではない」「スペインの2部はレベルが低くはない」とコメントしている。
渡欧後に現地への適応に苦しみチームに早急に合流できず、不安障害とも報道された。テネリフェのゼネラルディレクター、ペレス・ポレゴは「岳の生活は食事や文化、スケジュール、環境などあらゆる面で大きく変わった。これだけ短時間で劇的に大きな変化が起こると、人間ならば適応できなくなるケースは起こりうること。彼は西洋の国へとやって来た東洋人。まだ24歳の若さで日本以外のクラブチームでプロ経験がないのだから、このようなこと（不安障害）になっても驚きはない」とコメントした。
この状況に対して、セルジオ越後は「欧州移籍に固執する必要はないんじゃないか。柴崎は以前から海外志向が強かっただけに焦りがあったのかもしれない。でも、状況を見極める目も必要だった。代理人との契約上、動かざるを得なかったのかもしれないが、もっと周囲とコミュニケーションをとるべきだったとも思う」とコメントした。それに対して、乾貴士は「そこで苦しんで頑張ることにも絶対に意味がある。（中略）海外に出て、違う環境で、言葉も通じない、監督の考え方も違う中でやるのは、日本サッカーのためでもあるし、選手自身のためでもある」「欧州にこだわる必要がないみたいに言うのは、まったくリスペクトがない。海外に行かないと分からないこともあるし、そこで培ったものは絶対プラスになると思う」と擁護した。
ヘタフェ時代
ヘタフェ移籍後初ゴールを決めた試合となった2017年9月16日のFCバルセロナ戦終了後、リーガ公式は柴崎の登録名「Gaku」とスペインでも人気の漫画『ドラゴンボール』の主人公「孫悟空（Goku）」に掛けたコラージュ画像をアップした。
デポルティーボ時代
2018-19シーズンにラ・リーガへの復帰が失敗に終わったデポルティーボは、4年契約で加入した柴崎に大きな期待を寄せていた。だが、チームは上記の通り一時最下位に沈むなど低迷し、セグンダB降格が決定。柴崎自身は残留する意向であったものの、最終的にデポルティーボとの契約を破棄し退団。レガネス移籍が決定した際には、自身のSNSで本拠地ア・コルーニャの街並みをアップし、デポルティーボのファンに感謝の意を述べた。
鹿島アントラーズ時代（Jリーグ復帰後）
2024年、自身のキャリア初のチームキャプテンに就任する。しかし、本人は 「個人的には向いていないんじゃないかな」と話している。

## 所属クラブ
- 野辺地SSS
- 2005年 - 2007年 青森山田中学校
- 2008年 - 2010年 青森山田高校
- 2011年 - 2016年 鹿島アントラーズ
- 2017年1月 - 同年6月 CDテネリフェ
- 2017年 - 2019年 ヘタフェCF
- 2019年 - 2020年 デポルティーボ・ラ・コルーニャ
- 2020年 - 2023年 CDレガネス
- 2023年9月 - 鹿島アントラーズ

## 個人成績
| 国内大会個人成績 | 国内大会個人成績 | 国内大会個人成績 | 国内大会個人成績 | 国内大会個人成績 | 国内大会個人成績 | 国内大会個人成績 | 国内大会個人成績 | 国内大会個人成績 | 国内大会個人成績 | 国内大会個人成績 | 国内大会個人成績 |
| 年度             | クラブ           | 背番号           | リーグ           | リーグ戦         | リーグ戦         | リーグ杯         | リーグ杯         | オープン杯       | オープン杯       | 期間通算         | 期間通算         |
| 年度             | クラブ           | 背番号           | リーグ           | 出場             | 得点             | 出場             | 得点             | 出場             | 得点             | 出場             | 得点             |
| 日本             | 日本             | 日本             | 日本             | リーグ戦         | リーグ戦         | リーグ杯         | リーグ杯         | 天皇杯           | 天皇杯           | 期間通算         | 期間通算         |
| ---------------- | ---------------- | ---------------- | ---------------- | ---------------- | ---------------- | ---------------- | ---------------- | ---------------- | ---------------- | ---------------- | ---------------- |
| 2011             | 鹿島             | 20               | J1               | 13               | 0                | 3                | 1                | 3                | 0                | 19               | 1                |
| 2012             | 鹿島             | 20               | J1               | 31               | 1                | 9                | 3                | 4                | 0                | 44               | 4                |
| 2013             | 鹿島             | 20               | J1               | 34               | 2                | 8                | 0                | 2                | 0                | 44               | 2                |
| 2014             | 鹿島             | 20               | J1               | 34               | 6                | 6                | 0                | 1                | 0                | 41               | 6                |
| 2015             | 鹿島             | 20               | J1               | 29               | 5                | 1                | 0                | 0                | 0                | 30               | 5                |
| 2016             | 鹿島             | 10               | J1               | 31               | 3                | 4                | 0                | 4                | 1                | 39               | 4                |
| スペイン         | スペイン         | スペイン         | スペイン         | リーグ戦         | リーグ戦         | 国王杯           | 国王杯           | オープン杯       | オープン杯       | 期間通算         | 期間通算         |
| 2016-17          | テネリフェ       | 20               | セグンダ         | 12               | 1                | -                | -                | -                | -                | 12               | 1                |
| 2017-18          | ヘタフェ         | 10               | プリメーラ       | 22               | 1                | 0                | 0                | -                | -                | 22               | 1                |
| 2018-19          | ヘタフェ         | 10               | プリメーラ       | 7                | 0                | 2                | 0                | -                | -                | 9                | 0                |
| 2019-20          | ラ・コルーニャ   | 22               | セグンダ         | 26               | 0                | 1                | 0                | -                | -                | 27               | 0                |
| 2020-21          | レガネス         | 8                | セグンダ         | 34               | 2                | 1                | 0                | -                | -                | 35               | 2                |
| 2021-22          | レガネス         | 8                | セグンダ         | 34               | 3                | 0                | 0                | -                | -                | 34               | 3                |
| 2022-23          | レガネス         | 8                | セグンダ         | 30               | 0                | 0                | 0                | -                | -                | 30               | 0                |
| 日本             | 日本             | 日本             | 日本             | リーグ戦         | リーグ戦         | リーグ杯         | リーグ杯         | 天皇杯           | 天皇杯           | 期間通算         | 期間通算         |
| 2023             | 鹿島             | 20               | J1               | 3                | 0                | 1                | 0                | -                | -                | 4                | 0                |
| 2024             | 鹿島             | 10               | J1               | 22               | 0                | 1                | 0                | 3                | 0                | 26               | 0                |
| 通算             | 日本             | 日本             | J1               | 197              | 17               | 33               | 4                | 17               | 1                | 247              | 22               |
| 通算             | スペイン         | スペイン         | プリメーラ       | 29               | 1                | 2                | 0                | -                | -                | 31               | 1                |
| 通算             | スペイン         | スペイン         | セグンダ         | 136              | 6                | 2                | 0                | -                | -                | 138              | 6                |
| 総通算           | 総通算           | 総通算           | 総通算           | 362              | 24               | 37               | 4                | 17               | 1                | 416              | 29               |

その他の国内公式戦
- 2016年
  - Jリーグチャンピオンシップ：2試合0得点
- 2017年
  - プリメーラ・ディビシオン・昇格プレーオフ：4試合1得点

| 国際大会個人成績 | 国際大会個人成績 | 国際大会個人成績 | 国際大会個人成績 | 国際大会個人成績 | FIFA      | FIFA      |
| 年度             | クラブ           | 背番号           | 出場             | 得点             | 出場      | 得点      |
| AFC              | AFC              | AFC              | ACL              | ACL              | クラブW杯 | クラブW杯 |
| ---------------- | ---------------- | ---------------- | ---------------- | ---------------- | --------- | --------- |
| 2011             | 鹿島             | 20               | 1                | 0                | -         | -         |
| 2015             | 鹿島             | 20               | 6                | 2                | -         | -         |
| 2016             | 鹿島             | 10               | -                | -                | 4         | 2         |
| 通算             | AFC              | AFC              | 7                | 2                | 4         | 2         |

その他の国際公式戦
- 2012年
  - スルガ銀行チャンピオンシップ：1試合0得点
- 2013年
  - スルガ銀行チャンピオンシップ：1試合0得点
- 2016年
  - スルガ銀行チャンピオンシップ：1試合0得点

出場歴
- Jリーグ初出場 - 2011年4月29日 J1第8節 vs.アビスパ福岡（レベルファイブスタジアム）
- Jリーグ初得点 - 2012年10月6日 J1第28節 vs.FC東京（カシマスタジアム）
- 公式戦初得点 - 2011年10月9日 ナビスコカップ準決勝 vs.名古屋グランパス（瑞穂陸上競技場）

## タイトル

### クラブ
鹿島アントラーズ
- J1リーグ：1回（2016年）
- Jリーグカップ：3回（2011年、2012年、2015年）
- 天皇杯 JFA 全日本サッカー選手権大会：1回（2016年）
- スルガ銀行チャンピオンシップ：2回（2012年、2013年）

### 個人
- Jリーグベストイレブン：1回（2014年）
- Jリーグベストヤングプレーヤー賞（2012年）
- J1リーグ月間MVP：1回（2014年8月）
- JリーグカップMVP：1回（2012年）
- FIFAクラブワールドカップ ブロンズボール賞：1回（2016年）

## 代表歴
- A代表初出場・初得点 - 2014年9月9日 キリンチャレンジカップ vs.ベネズエラ代表（横浜国際総合競技場）

### 出場大会
- U-17日本代表
  - 2009年 - FIFA U-17ワールドカップ（GL敗退）
- 日本代表
  - 2015年 - AFCアジアカップ2015（ベスト8）
  - 2015年 - 2018 FIFAワールドカップ・アジア2次予選
  - 2015年 - 東アジアカップ2015（4位）
  - 2017年 - 2018 FIFAワールドカップ・アジア3次予選
  - 2018年 - 2018 FIFAワールドカップ（ベスト16）
  - 2019年 - AFCアジアカップ2019（準優勝）
  - 2019年 - コパ・アメリカ2019（GL敗退）
  - 2019年 - 2022 FIFAワールドカップ・アジア2次予選
  - 2021年 - 2022 FIFAワールドカップ・アジア3次予選
  - 2022年 - 2022 FIFAワールドカップ

### 試合数
国際Aマッチ 60試合 3得点（2014年 - 2022年）
| 日本代表 | 国際Aマッチ | 国際Aマッチ |
| 年       | 出場        | 得点        |
| -------- | ----------- | ----------- |
| 2014     | 4           | 1           |
| 2015     | 9           | 2           |
| 2017     | 1           | 0           |
| 2018     | 12          | 0           |
| 2019     | 19          | 0           |
| 2020     | 4           | 0           |
| 2021     | 6           | 0           |
| 2022     | 5           | 0           |
| 通算     | 60          | 3           |

### 出場
| No. | 開催日         | 開催都市         | スタジアム                                   | 対戦国                 | 結果         | 監督           | 大会                                                            |
| --- | -------------- | ---------------- | -------------------------------------------- | ---------------------- | ------------ | -------------- | --------------------------------------------------------------- |
| 1.  | 2014年9月9日   | 横浜             | 横浜国際総合競技場                           | ベネズエラ             | ○3-0         | アギーレ       | キリンチャレンジカップ2014                                      |
| 2.  | 2014年10月10日 | 新潟             | デンカビックスワンスタジアム                 | ジャマイカ             | ○1-0         | アギーレ       | キリンチャレンジカップ2014                                      |
| 3.  | 2014年10月14日 | カラン           | シンガポール・ナショナルスタジアム           | ブラジル               | ●0-4         | アギーレ       | 国際親善試合                                                    |
| 4.  | 2014年11月14日 | 豊田             | 豊田スタジアム                               | ホンジュラス           | ○6-0         | アギーレ       | キリンチャレンジカップ2014                                      |
| 5.  | 2015年1月20日  | メルボルン       | メルボルン・レクタンギュラー・スタジアム     | ヨルダン               | ○2-0         | アギーレ       | AFCアジアカップ2015                                             |
| 6.  | 2015年1月23日  | シドニー         | スタジアム・オーストラリア                   | アラブ首長国連邦       | ●1-1 (PK4-5) | アギーレ       | AFCアジアカップ2015                                             |
| 7.  | 2015年3月31日  | 東京             | 東京スタジアム                               | ウズベキスタン         | ○5-1         | ハリルホジッチ | JALチャレンジカップ2015                                         |
| 8.  | 2015年6月11日  | 横浜             | 日産スタジアム                               | イラク                 | ○4-0         | ハリルホジッチ | キリンチャレンジカップ2015                                      |
| 9.  | 2015年6月16日  | さいたま         | 埼玉スタジアム2002                           | シンガポール           | △0-0         | ハリルホジッチ | 2018 FIFAワールドカップ・アジア2次予選兼AFCアジアカップUAE予選  |
| 10. | 2015年8月2日   | 武漢             | 武漢体育中心                                 | 朝鮮民主主義人民共和国 | ●1-2         | ハリルホジッチ | EAFF東アジアカップ2015                                          |
| 11. | 2015年8月5日   | 武漢             | 武漢体育中心                                 | 韓国                   | △1-1         | ハリルホジッチ | EAFF東アジアカップ2015                                          |
| 12. | 2015年8月9日   | 武漢             | 武漢体育中心                                 | 中国                   | △1-1         | ハリルホジッチ | EAFF東アジアカップ2015                                          |
| 13. | 2015年10月13日 | テヘラン         | アザディスタジアム                           | イラン                 | △1-1         | ハリルホジッチ | 国際親善試合                                                    |
| 14. | 2017年9月5日   | ブライダ         | キングアブドゥラースポーツシティスタジアム   | サウジアラビア         | ●0-1         | ハリルホジッチ | 2018 FIFAワールドカップ・アジア最終予選                         |
| 15. | 2018年3月27日  | リエージュ       | スタッド・モーリス・デュフラン               | ウクライナ             | ●1-2         | ハリルホジッチ | キリンチャレンジカップ2018                                      |
| 16. | 2018年5月30日  | 横浜             | 日産スタジアム                               | ガーナ                 | ●0-2         | 西野朗         | キリンチャレンジカップ2018                                      |
| 17. | 2018年6月8日   | ルガーノ         | スタディオ・コルナレド                       | スイス                 | ●0-2         | 西野朗         | 国際親善試合                                                    |
| 18. | 2018年6月12日  | インスブルック   | チボリ・シュタディオン                       | パラグアイ             | ○4-2         | 西野朗         | 国際親善試合                                                    |
| 19. | 2018年6月19日  | サランスク       | モルドヴィア・アリーナ                       | コロンビア             | ○2-1         | 西野朗         | 2018 FIFAワールドカップ                                         |
| 20. | 2018年6月24日  | エカテリンブルク | エカテリンブルクアリーナ                     | セネガル               | △2-2         | 西野朗         | 2018 FIFAワールドカップ                                         |
| 21. | 2018年6月28日  | ヴォルゴグラード | ヴォルゴグラード・アリーナ                   | ポーランド             | ●0-1         | 西野朗         | 2018 FIFAワールドカップ                                         |
| 22. | 2018年7月2日   | ロストフ         | ロストフ・アリーナ                           | ベルギー               | ●2-3         | 西野朗         | 2018 FIFAワールドカップ                                         |
| 23. | 2018年10月12日 | 新潟             | デンカビックスワンスタジアム                 | パナマ                 | ○3-0         | 森保一         | キリンチャレンジカップ2018                                      |
| 24. | 2018年10月16日 | さいたま         | 埼玉スタジアム2002                           | ウルグアイ             | ○4-3         | 森保一         | キリンチャレンジカップ2018                                      |
| 25. | 2018年11月16日 | 大分             | 大分スポーツ公園総合競技場                   | ベネズエラ             | △1-1         | 森保一         | キリンチャレンジカップ2018                                      |
| 26. | 2018年11月20日 | 豊田             | 豊田スタジアム                               | キルギス               | ○4-0         | 森保一         | キリンチャレンジカップ2018                                      |
| 27. | 2019年1月9日   | ドバイ           | アルナヒヤーン・スタジアム                   | トルクメニスタン       | ○3-2         | 森保一         | AFCアジアカップ2019                                             |
| 28. | 2019年1月13日  | アブダビ         | ザイード・スポーツシティ・スタジアム         | オマーン               | ○1-0         | 森保一         | AFCアジアカップ2019                                             |
| 29. | 2019年1月21日  | シャルジャ       | シャルジャ・スタジアム                       | サウジアラビア         | ○1-0         | 森保一         | AFCアジアカップ2019                                             |
| 30. | 2019年1月24日  | ドバイ           | アルマクトゥーム・スタジアム                 | ベトナム               | ○1-0         | 森保一         | AFCアジアカップ2019                                             |
| 31. | 2019年1月28日  | アル・アイン     | ハッザーア・ビンザイード・スタジアム         | イラン                 | ○3-0         | 森保一         | AFCアジアカップ2019                                             |
| 32. | 2019年2月1日   | アブダビ         | ザイード・スポーツシティ・スタジアム         | カタール               | ●1-3         | 森保一         | AFCアジアカップ2019                                             |
| 33. | 2019年3月22日  | 横浜             | 日産スタジアム                               | コロンビア             | ●0-1         | 森保一         | キリンチャレンジカップ2019                                      |
| 34. | 2019年3月26日  | 神戸             | ノエビアスタジアム神戸                       | ボリビア               | ○1-0         | 森保一         | キリンチャレンジカップ2019                                      |
| 35. | 2019年6月5日   | 豊田             | 豊田スタジアム                               | トリニダード・トバゴ   | △0-0         | 森保一         | キリンチャレンジカップ2019                                      |
| 36. | 2019年6月9日   | 宮城             | ひとめぼれスタジアム宮城                     | エルサルバドル         | ○2-0         | 森保一         | キリンチャレンジカップ2019                                      |
| 37. | 2019年6月17日  | サンパウロ       | エスタジオ・ド・モルンビー                   | チリ                   | ●0-4         | 森保一         | コパ・アメリカ2019                                              |
| 38. | 2019年6月20日  | ポルトアレグレ   | アレーナ・ド・グレミオ                       | ウルグアイ             | △2-2         | 森保一         | コパ・アメリカ2019                                              |
| 39. | 2019年6月24日  | ベロオリゾンテ   | エスタジオ・ミネイロン                       | エクアドル             | △1-1         | 森保一         | コパ・アメリカ2019                                              |
| 40. | 2019年9月5日   | 茨城             | 茨城県立カシマサッカースタジアム             | パラグアイ             | ○2-0         | 森保一         | キリンチャレンジカップ2019                                      |
| 41. | 2019年9月10日  | ヤンゴン         | トゥウンナ・スタジアム                       | ミャンマー             | ○2-0         | 森保一         | 2022 FIFAワールドカップ・アジア2次予選兼AFCアジアカップ2023予選 |
| 42. | 2019年10月10日 | さいたま         | 埼玉スタジアム2002                           | モンゴル               | ○6-0         | 森保一         | 2022 FIFAワールドカップ・アジア2次予選兼AFCアジアカップ2023予選 |
| 43. | 2019年10月15日 | ドゥシャンベ     | ドゥシャンベ・セントラル・スタジアム         | タジキスタン           | ○3-0         | 森保一         | 2022 FIFAワールドカップ・アジア2次予選兼AFCアジアカップ2023予選 |
| 44. | 2019年11月14日 | ビシュケク       | ドレン・オムルザコフ・スタジアム             | キルギス               | ○2-0         | 森保一         | 2022 FIFAワールドカップ・アジア2次予選兼AFCアジアカップ2023予選 |
| 45. | 2019年11月19日 | 大阪             | パナソニックスタジアム吹田                   | ベネズエラ             | ●1-4         | 森保一         | キリンチャレンジカップ2019                                      |
| 46. | 2020年10月9日  | ユトレヒト       | スタディオン・ハルヘンワールト               | カメルーン             | △0-0         | 森保一         | 国際親善試合                                                    |
| 47. | 2020年10月13日 | ユトレヒト       | スタディオン・ハルヘンワールト               | コートジボワール       | ○1-0         | 森保一         | 国際親善試合                                                    |
| 48. | 2020年11月13日 | グラーツ         | メルクール・アレーナ                         | パナマ                 | ○1-0         | 森保一         | 国際親善試合                                                    |
| 49. | 2020年11月17日 | グラーツ         | メルクール・アレーナ                         | メキシコ               | ●0-2         | 森保一         | 国際親善試合                                                    |
| 50. | 2021年9月2日   | 大阪             | パナソニックスタジアム吹田                   | オマーン               | ●0-1         | 森保一         | 2022 FIFAワールドカップ・アジア3次予選                          |
| 51. | 2021年9月8日   | ライヤーン       | ハリーファ国際スタジアム                     | 中国                   | ○1-0         | 森保一         | 2022 FIFAワールドカップ・アジア3次予選                          |
| 52. | 2021年10月8日  | ジッダ           | キング・アブドゥッラー・スポーツシティ       | サウジアラビア         | ●0-1         | 森保一         | 2022 FIFAワールドカップ・アジア3次予選                          |
| 53. | 2021年10月12日 | さいたま         | 埼玉スタジアム2002                           | オーストラリア         | ○2-1         | 森保一         | 2022 FIFAワールドカップ・アジア3次予選                          |
| 54. | 2021年11月11日 | ハノイ           | ミーディン国立競技場                         | ベトナム               | ○1-0         | 森保一         | 2022 FIFAワールドカップ・アジア3次予選                          |
| 55. | 2021年11月17日 | マスカット       | スルタン・カーブース・スポーツコンプレックス | オマーン               | ○1-0         | 森保一         | 2022 FIFAワールドカップ・アジア3次予選                          |
| 56. | 2022年3月29日  | さいたま         | 埼玉スタジアム2002                           | ベトナム               | △1-1         | 森保一         | 2022 FIFAワールドカップ・アジア3次予選                          |
| 57. | 2022年6月6日   | 東京             | 国立競技場                                   | ブラジル               | ●0-1         | 森保一         | キリンチャレンジカップ2022                                      |
| 58. | 2022年6月10日  | 神戸             | ノエビアスタジアム神戸                       | ガーナ                 | ○4-1         | 森保一         | キリンカップサッカー2022                                        |
| 59. | 2022年9月27日  | デュッセルドルフ | エスプリ・アレーナ                           | エクアドル             | △0-0         | 森保一         | 国際親善試合                                                    |
| 60. | 2022年11月17日 | ドバイ           | アール・マクトゥーム・スタジアム             | カナダ                 | ●1-2         | 森保一         | 国際親善試合                                                    |

### ゴール
| #  | 開催年月日    | 開催地                   | 対戦国           | 勝敗         | 試合概要                   |
| -- | ------------- | ------------------------ | ---------------- | ------------ | -------------------------- |
| 1. | 2014年9月9日  | 日本、横浜               | ベネズエラ       | △2-2         | キリンチャレンジカップ2014 |
| 2. | 2015年1月23日 | オーストラリア、シドニー | アラブ首長国連邦 | △1-1 (PK4-5) | AFCアジアカップ2015        |
| 3. | 2015年3月31日 | 日本、調布               | ウズベキスタン   | ○5-1         | JALチャレンジカップ2015    |